# Louise de Tour et Taxis
Louise Mathilde Wilhelmine Marie Maximilienne, princesse de Tour et Taxis, est une princesse de Hohenzollern (née le 1er juin 1859 à Dischingen - décédée le 20 juin 1948 à Sigmaringen).
Elle est le premier enfant de Maximilien, prince héritier de Tour et Taxis, plus grande fortune d'Allemagne et de la duchesse Hélène en Bavière, sœur de l'impératrice d'Autriche. 
Elle épouse le 21 juin 1879 à Ratisbonne le prince Frédéric de Hohenzollern-Sigmaringen, fils de Charles-Antoine, prince de Hohenzollern-Sigmaringen et de la princesse Joséphine de Bade. Le couple n'a pas d'enfant.